# Aeroportul Internațional Williston Basin
Aeroportul Internațional Williston Basin (IATA: XWA, ICAO: KXWA, FAA LID: XWA) este un aeroport din Comitatul Williams, Dakota de Nord, Dakota de Nord, Statele Unite ale Americii ce deservește zona Williston⁠(d). Aeroportul a fost tranzitat în 2019 de 178.080 de pasageri. A fost numit după zona deservită.
Situat la o altitudine de 717 m, aeroportul dispune de o singură pistă.